# تنظیم خانواده
تنظیم خانواده به‌معنای پیش‌گیری از حاملگی‌های پرخطر است. از دیدگاه تنظیم خانواده، حاملگی‌های برنامه‌ریزی نشده در نهایت به سقط‌های غیرقانونی منجر می‌شود و به‌عبارت دیگر، هدف از برنامهٔ تنظیم خانواده، تواناسازی زوج‌ها و افراد به تصمیم‌گیری آزادانه و مسئولانه در مورد تعداد و فاصله‌گذاری بین فرزندانشان و برخورداری از اطلاعات و وسایل لازم برای وصول به‌این هدف و اطمینان از انتخابی آگاهانه و در اختیار گذاردن مجموعهٔ کاملی از روش‌های مؤثّر و مطمئن، برای جلوگیری از بارداری است.
زوجینی که در حال حاضر یا برای همیشه نمی‌خواهند باردار شوند، معمولاً در صورت داشتن آگاهی و اطلاعات کافی در زمینهٔ دسترسی به‌خدمت از وسایل پیش‌گیری از بارداری استفاده می‌کنند؛ بنابراین تنظیم خانواده می‌تواند با هدف به تأخیر انداختن موقت بارداری یا توقف همیشگی فرزندآوری، مورد استفاده قرار گیرد.

## تاریخچه تنظیم خانواده
کنترل زاد و ولد از زمان‌های قدیم وجود داشته به‌طوری‌که چهار هزار سال قبل از میلاد در مصر و ۱۶۰۰ سال قبل از میلاد در هند نیز به کار رفته‌است. با جوشانده ریشه‌های گیاه، قرص باروت و جیوه، عسل حاوی زنبورهای مرده و حتی شستشوی دستگاه تناسلی با آبلیمو و سرکه شاهدی بر این مدعا است.

## روش‌های پیش‌گیری از بارداری
- قرص‌های خوراکی و کاندوم
- روش‌های تزریقی یک و سه‌ماهه
- آی.یو. دی
- روش‌های کاشتنی
- بستن لوله در زن و مرد

تنظیم خانواده به اجتناب از بارداری ناخواسته و برنامه‌ریزی نشده گفته می‌شود.
به دو صورت وجود دارد: روش‌های موقتی و روش‌های دائمی

### روش‌های موقتی
- روش‌های طبیعی یا دوره‌ای یا تقویمی
- قرص‌های خوراکی جلوگیری از بارداریO.C.P
- روش‌های هورمونی جلوگیری از بارداری
- روش‌های جلوگیری داخل رحمی آی‌یودی
- استفاده از وسایل جلوگیری مردانه: (کاندوم مردانه) زنانه: (کاندوم:زنانه-دیافراگم پوششی واژنی-کلاهک سرویکس (کاپ)-اسفنج-افشانه‌ها ژل‌ها لوسیون‌ها و کرم‌های اسپرم کش-کپسول‌های کاشتنی)

### روش‌های دائمی
عقیم‌سازی زنان یا توبکتومی TUBECTOMY
عبارت است از بستن و قطع کردن لوله‌های رحمی (فالوپ) در زنان که به دو روش شکمی و واژینال قابل انجام است.
عقیم‌سازی مرد یا وازکتومی VASECTOMY
عبارت است از بستن و قطع کردن لوله‌های (مجرای) وازودفران که به آسانی ظرف مدت ۱۵تا۲۰دقیقه با بی‌حسی موضعی و در مطب به صورت سرپایی می‌توان انجام داد.